# Räpina (commune)
Cet article concerne la commune. Pour la ville, voir Räpina.

Localisation de Räpina en Estonie.

Räpina (en estonien : Räpina vald) est une commune située dans le comté de Põlva en Estonie. Son chef-lieu est la ville de Räpina.

## Géographie
La commune s'étend sur un territoire d'une superficie de 592,77 km2 dans l'est du comté et est bordée par la frontière avec la Russie, le long du lac Peïpous. 
La commune comprend aussi le lac Meelva.

## Subdivisions
Elle comprend la ville de Räpina, les petits bourgs de Mehikoorma Veriora et Võõpsu, ainsi que les villages de Aravu, Haavametsa, Haavapää, Himmiste, Jaanikeste, Jõepera, Jõevaara, Jõeveere, Kassilaane, Kikka, Kirmsi, Koolma, Koolmajärve, Kullamäe, Kunksilla, Kõnnu, Köstrimäe, Laho, Leevaku, Leevi, Lihtensteini, Linte, Meeksi, Meelva, Meerapalu, Mõtsavaara, Mägiotsa, Männisalu, Naha, Nohipalo, Nulga, Pahtpää, Parapalu, Pedaspää, Pindi, Pääsna, Raadama, Rahumäe, Raigla, Ristipalo, Ruusa, Saareküla, Sarvemäe, Sikakurmu, Sillapää, Soohara, Suure-Veerksu, Sülgoja, Süvahavva, Timo, Toolamaa, Tooste, Tsirksi, Vareste, Verioramõisa, Viira, Viluste, Vinso, Võiardi, Võika, Võuküla, Väike-Veerksu, Vändra.

## Histoire
Appelée Rappin avant 1938, la commune occupe alors une superficie de 265,9 km2.
Lors de la réorganisation administrative d'octobre 2017, la commune de Räpina est agrandie en réunissant les anciennes communes de Veriora, du même comté, et de Meeksi, détachée du comté de Tartu.

## Démographie
La population de l'ancienne commune s'élevait à 5 412 habitants en 2009 et à 5 042 habitants en 2012.
En 2019, après la fusion des trois anciennes communes, la population s'élevait à 6 319 habitants.

## Sites et monuments
- Château de Rappin (1830).